# Discografia de Weezer
A discografia dos Weezer, uma banda de rock americana, consiste em treze álbuns de estúdio, dois álbuns de compilação, seis EP's, vinte e cinco singles, vinte e quatro vídeos musicais e um DVD musical. Esta lista não inclui material executado por membros ou antigos membros dos Weezer.
Os Weezer estrearam-se em 1994 com o seu primeiro álbum homónimo, considerado pelos fãs como The Blue Album (em português: O Álbum Azul). O álbum teve um grande sucesso comercial com singles como "Undone – The Sweater Song" e Buddy Holly, sendo ambos responsáveis por lançarem os Weezer na rota do sucesso com a ajuda de videoclipes dirigidos por Spike Jonze. Foi certificado três vezes platina pela RIAA (EUA), fazendo-o o álbum mais bem vendido do Weezer de todos os tempos.
A seguir ao sucesso multi-platinado do seu álbum de estreia, os Weezer fizeram uma pausa na sua digressão para a época natalícia. Cuomo viajou para o seu estado natal de Connecticut, e usando um gravador, começou a juntar material demo para o próximo álbum dos Weezer. O conceito original de Cuomo para o segundo álbum seria Songs from the Black Hole, um álbum de género ópera rock com uma temática em torno do espaço. Em última análise, o conceito de álbum de Songs from the Black Hole caiu. A banda, contudo, continuou a utilizar músicas destas sessões no trabalho para o seu segundo álbum de estúdio. Pinkerton foi lançado como o segundo álbum de estúdio em Setembro de 1996. Atingindo o 19.º lugar na Billboard 200, foi considerado um falhanço comercial e na crítica no tempo do seu lançamento, vendendo muito menos que o seu multi-platinado antecessor. Contudo, com o passar dos anos desde o seu lançamento, tem-se visto como um campeão comercial e na crítica.
A seguir a um hiato após o lançamento de Pinkerton, os Weezer voltaram à proeminência comercial e na critica em Maio de 2001 com o lançamento do seu segundo álbum homónimo e platinado, comummente referido pelos fãs como The Green Album. Atingindo o número quatro na Billboard 200, o álbum foi certificado com platina pela RIAA. Foram lançados três singles a partir do álbum - "Hash Pipe", "Island in the Sun" e "Photograph", com todos a atingirem o top 25 da tabela americana Billboard Alternative Songs. Um ano depois do lançamento de The Green Album, a banda lançou Maladroit com críticas positivas. O álbum atingiu o terceiro lugar na Billboard Charts e foi certificado com ouro pela RIAA. Os dois singles do álbum, "Dope Nose" e "Keep Fishin'", atingiram o top 15 na tabela Alternative Songs.
Em Maio 2005, a banda lançou o seu quinto álbum de estúdio Make Believe. Apesar de receber críticas variadas dos analistas, o álbum foi um sucesso comercial, atingindo o segundo lugar na Billboard 200 e sendo certificado com platina pela RIAA. Foram lançados quatro singles, incluindo o sucesso internacional "Beverly Hills", o qual se tornou no primeiro sucesso da banda a atingir o top ten da Billboard Hot 100 e o download digital mais vendido de 2005. O single manteve-se no primeiro lugar durante uma semana, sendo unicamente superado pelo seu terceiro single "Perfect Situation" que se manteve no primeiro lugar durante quatro semanas.
Depois do lançamento de Make Believe, a banda regressou a outro hiato nos dois anos seguintes. Em Abril de 2008, foi anunciado o seu sexto álbum - o seu terceiro álbum homónimo - comummente conhecido por The Red Album com o lançamento em Junho de 2008. O álbum atingiu o quarto lugar na Billboard 200. O primeiro single do álbum, "Pork and Beans" passou onze semanas no topo da tabela Alternative Songs. Isto fez com que a música se tornasse na música com crescimento mais rápido da banda com o atingir do primeiro lugar apenas em três semanas nas tabelas. O segundo single do álbum, "Troublemaker" atingiu o segundo lugar da tabela Billboard Hot Modern Rock Tracks enquanto que o terceiro e último single do álbum, "The Greatest Man That Ever Lived", atingiu o número 35 da mesma tabela. Raditude, o sétimo álbum de estúdio da banda, foi lançado a 3 de Novembro de 2009 e atingiu o 7.º lugar na Billboard 200. Foi precedido pelo lançamento do seu single principal, "(If You're Wondering If I Want You To) I Want You To", o qual atingiu o segundo lugar na tabela Alternative Songs. Os Weezer lançaram Hurley, o seu oitavo álbum de estúdio, a 14 de Setembro de 2010. O álbum, o primeiro a ser lançado através da Epitaph Records, atingiu o 6.º lugar na Billboard 200 e apresentou dois singles, "Memories" e "Hang On". O nono álbum de estúdio da banda, Death to False Metal, foi lançado a 2 de Novembro de 2010. O álbum consistiu em faixas gravadas e não lançadas em vários pontos ao longo da carreira dos Weezer, e atingiu o 48.º lugar na Billboard 200.

## Álbuns

### Álbuns de Estúdio
| Ano                                                            | Álbum                                                                     | Melhor posição | Melhor posição | Melhor posição | Melhor posição | Melhor posição | Melhor posição | Melhor posição | Melhor posição | Melhor posição | Melhor posição | Melhor posição | Vendas                              | Certificação                                                                |
| Ano                                                            | Álbum                                                                     | EUA            | AUS            | AUT            | CAN            | FRA            | ALE            | JPN            | NOR            | NZL            | SUE            | RU             | Vendas                              | Certificação                                                                |
| -------------------------------------------------------------- | ------------------------------------------------------------------------- | -------------- | -------------- | -------------- | -------------- | -------------- | -------------- | -------------- | -------------- | -------------- | -------------- | -------------- | ----------------------------------- | --------------------------------------------------------------------------- |
| 1994                                                           | Weezer (The Blue Album) - Formatos: CD, LP, CS, Download                  | 16             | 22             | —              | 10             | —              | 61             | —              | 35             | 6              | 8              | 23             | Mundo : 6,750,000+ EUA : 3,300,000+ | EUA: 3× Platina AUS: 2× Platina CAN: 2× Platina NZL: 2× Platina RU: Platina |
| 1996                                                           | Pinkerton - Formatos: CD, LP, CS, Download                                | 19             | 38             | 41             | 15             | —              | 65             | 47             | 18             | 11             | 4              | 43             | Mundo : 1,600,000+ EUA : 852,000+   | EUA: Ouro CAN: Ouro NZL: Ouro RU: Prata                                     |
| 2001                                                           | Weezer (The Green Album) - Formatos: CD, LP, CS, Download                 | 4              | 25             | 15             | 2              | 42             | 21             | 14             | 7              | 25             | 8              | 31             | Mundo : 3,600,000+ EUA : 1,600,000+ | EUA: Platina CAN: Platina AUS: Platina NZL: Ouro RU: Platina                |
| 2002                                                           | Maladroit - Formatos: CD, LP, Download                                    | 3              | 11             | 22             | 2              | 42             | 29             | 7              | 4              | —              | 22             | 16             | Mundo : 900,000+ EUA : 614,000+     | EUA: Ouro AUS: Ouro RU: Prata                                               |
| 2005                                                           | Make Believe - Formatos: CD, LP, Download                                 | 2              | 19             | 17             | 1              | 45             | 32             | 4              | 7              | 20             | 15             | 11             | Mundo : 3,750,000+ EUA : 1,200,000+ | EUA: Platina AUS: Platina CAN: Platina NZL: Ouro RU: Platina                |
| 2008                                                           | Weezer (The Red Album) - Formatos: CD, LP, Download, microSD              | 4              | 21             | 39             | 2              | 81             | 60             | 9              | 21             | 15             | —              | 21             | Mundo : 625,000+ EUA : 443,000+     | NZL: Ouro RU: Prata                                                         |
| 2009                                                           | Raditude - Formatos: CD, LP, Download                                     | 7              | 36             | —              | 10             | 119            | 94             | 18             | 36             | —              | —              | 80             | Mundo : 330,000+ EUA : 220,000+     |                                                                             |
| 2010                                                           | Hurley - Formatos: CD, LP, Download                                       | 6              | 55             | —              | 11             | 131            | 63             | —              | 29             | 34             | —              | 49             | Mundo : 175,000+ EUA : 135,000+     |                                                                             |
| 2014                                                           | Everything Will Be Alright in the End - Formatos: CD, LP, Download, Vinil | 5              | 45             | —              | 10             | —              | 95             | —              | —              | 33             | —              | 37             | Mundo : (por saber) EUA : 35,000+   |                                                                             |
| 2016                                                           | Weezer (The White Album) - Formatos: CD, LP, Download, Vinil              | —              | —              | —              | —              | —              | —              | —              | —              | —              | —              | —              | Mundo :                             |                                                                             |
| 2017                                                           | Pacific Daydream - Formatos: CD, LP, Download, Vinil                      | —              | —              | —              | —              | —              | —              | —              | —              | —              | —              | —              | Mundo : EUA :                       |                                                                             |
| 2019                                                           | Weezer (Teal Album) - Formatos: CD, LP, Download, Vinil                   | —              | —              | —              | —              | —              | —              | —              | —              | —              | —              | —              | Mundo : EUA :                       |                                                                             |
| 2019                                                           | Weezer (Black Album) - Formatos: CD, LP, Download, Vinil                  | —              | —              | —              | —              | —              | —              | —              | —              | —              | —              | —              | Mundo : EUA :                       |                                                                             |
| "—" denota álbuns lançados que não entraram nas tops musicais. |                                                                           |                |                |                |                |                |                |                |                |                |                |                |                                     |                                                                             |

### Álbuns de Compilação
| Ano  | Título                    | Detalhes do Álbum            | Melhor posição |
| Ano  | Título                    | Detalhes do Álbum            | Billboard 200  |
| ---- | ------------------------- | ---------------------------- | -------------- |
| 2010 | Death to False Metal      | - Formatos: CD, LP, Download | 48             |
| 2010 | iTunes Originals – Weezer | - Formatos: Download digital | —              |

### Álbuns de Vídeo
| Ano  | Título                                                            | Detalhes do Álbum | Melhor posição | Certificação |
| Ano  | Título                                                            | Detalhes do Álbum | US Video       | Certificação |
| ---- | ----------------------------------------------------------------- | ----------------- | -------------- | ------------ |
| 2004 | Weezer - Video Capture Device: Treasures from the Vault 1991-2002 | - Formatos: DVD   | 1              | EUA: Ouro    |

### Extended plays
| Ano                                                                                  | Título                     | Detalhes do Álbum            | Melhor posição |
| Ano                                                                                  | Título                     | Detalhes do Álbum            | Billboard 200  |
| ------------------------------------------------------------------------------------ | -------------------------- | ---------------------------- | -------------- |
| 1997                                                                                 | The Good Life              | - Formatos: CD               | —              |
| 2002                                                                                 | The Lion and the Witch     | - Formatos: CD               | —              |
| 2005                                                                                 | Winter Weezerland          | - Formatos: Download digital | —              |
| 2008                                                                                 | Six Hits                   | - Formatos: CD               | 168            |
| 2008                                                                                 | Christmas with Weezer      | - Formatos: Download digital | 173            |
| 2010                                                                                 | ...Happy Record Store Day! | - Formatos: CD               | —              |
| "—" denota uma gravação que não entrou nos tops ou não foi lançado nesse território. |                            |                              |                |

## Singles
| Ano                                                                                  | Título                                                           | Melhor posição | Melhor posição | Melhor posição | Melhor posição | Melhor posição | Melhor posição | Melhor posição | Melhor posição | Melhor posição | Melhor posição | Certificação | Álbum                                 |
| Ano                                                                                  | Título                                                           | EUA            | EUA Alt.       | AUS            | AUT            | CAN            | ALE            | IRL            | NZL            | SUE            | RU             | Certificação | Álbum                                 |
| ------------------------------------------------------------------------------------ | ---------------------------------------------------------------- | -------------- | -------------- | -------------- | -------------- | -------------- | -------------- | -------------- | -------------- | -------------- | -------------- | ------------ | ------------------------------------- |
| 1994                                                                                 | "Undone – The Sweater Song"                                      | 57             | 6              | —              | —              | —              | —              | —              | —              | —              | 35             |              | Weezer (The Blue Album)               |
| 1994                                                                                 | "Buddy Holly"[A]                                                 | 18             | 2              | 68             | —              | 6              | —              | 19             | —              | 14             | 12             | EUA: Ouro    | Weezer (The Blue Album)               |
| 1995                                                                                 | "Say It Ain't So"[B]                                             | 51             | 7              | —              | —              | —              | —              | —              | —              | —              | 37             |              | Weezer (The Blue Album)               |
| 1996                                                                                 | "El Scorcho"                                                     | —              | 19             | 70             | —              | —              | —              | —              | —              | 10             | 50             |              | Pinkerton                             |
| 1996                                                                                 | "The Good Life"                                                  | —              | 32             | —              | —              | —              | —              | —              | —              | —              | —              |              | Pinkerton                             |
| 1997                                                                                 | "Pink Triangle"                                                  | —              | —              | —              | —              | —              | —              | —              | —              | —              | —              |              | Pinkerton                             |
| 2001                                                                                 | "Hash Pipe"[C]                                                   | 106            | 2              | —              | —              | 16             | —              | 37             | —              | —              | 21             |              | Weezer (The Green Album)              |
| 2001                                                                                 | "Island in the Sun"[D]                                           | 111            | 11             | 78             | —              | —              | —              | —              | 47             | —              | 31             |              | Weezer (The Green Album)              |
| 2001                                                                                 | "Photograph"                                                     | —              | 17             | —              | —              | —              | —              | —              | —              | —              | —              |              | Weezer (The Green Album)              |
| 2002                                                                                 | "Dope Nose"                                                      | —              | 8              | —              | —              | —              | —              | —              | —              | —              | —              |              | Maladroit                             |
| 2002                                                                                 | "Keep Fishin'"                                                   | —              | 15             | —              | —              | —              | —              | 36             | —              | —              | 29             |              | Maladroit                             |
| 2005                                                                                 | "Beverly Hills"                                                  | 10             | 1              | —              | 50             | —              | 97             | 34             | 31             | —              | 9              | EUA: Platina | Make Believe                          |
| 2005                                                                                 | "We Are All on Drugs"                                            | —              | 10             | —              | —              | —              | —              | 46             | —              | —              | 47             |              | Make Believe                          |
| 2005                                                                                 | "Perfect Situation"                                              | 51             | 1              | —              | —              | —              | —              | —              | —              | —              | —              |              | Make Believe                          |
| 2006                                                                                 | "This Is Such a Pity"                                            | —              | 31             | —              | —              | —              | —              | —              | —              | —              | —              |              | Make Believe                          |
| 2008                                                                                 | "Pork and Beans"                                                 | 64             | 1              | 95             | —              | 29             | —              | 33             | —              | —              | 33             |              | Weezer (The Red Album)                |
| 2008                                                                                 | "Troublemaker"[E]                                                | 121            | 2              | —              | —              | 51             | —              | —              | —              | —              | —              |              | Weezer (The Red Album)                |
| 2008                                                                                 | "The Greatest Man That Ever Lived (Variations on a Shaker Hymn)" | —              | 35             | —              | —              | —              | —              | —              | —              | —              | —              |              | Weezer (The Red Album)                |
| 2008                                                                                 | "Dreamin'"                                                       | —              | —              | —              | —              | —              | —              | —              | —              | —              | —              |              | Weezer (The Red Album)                |
| 2009                                                                                 | "(If You're Wondering If I Want You To) I Want You To"           | 81             | 2              | 87             | —              | 24             | —              | —              | —              | —              | —              |              | Raditude                              |
| 2010                                                                                 | "I'm Your Daddy"                                                 | —              | 18             | —              | —              | —              | —              | —              | —              | —              | —              |              | Raditude                              |
| 2010                                                                                 | "Tripping Down the Freeway"                                      | —              | 34             | —              | —              | —              | —              | —              | —              | —              | —              |              | Raditude                              |
| 2010                                                                                 | "Represent"                                                      | —              | —              | —              | —              | —              | —              | —              | —              | —              | —              |              | Single sem álbum                      |
| 2010                                                                                 | "Memories"                                                       | —              | 21             | —              | —              | —              | —              | —              | —              | —              | —              |              | Hurley                                |
| 2011                                                                                 | "Hang On"                                                        | —              | —              | —              | —              | —              | —              | —              | —              | —              | —              |              | Hurley                                |
| 2014                                                                                 | "Back to the Shack"                                              | —              | 5              | —              | —              | 72             | —              | —              | —              | —              | —              |              | Everything Will Be Alright in the End |
| 2014                                                                                 | "Cleopatra"                                                      | —              | —              | —              | —              | —              | —              | —              | —              | —              | —              |              | Everything Will Be Alright in the End |
| "—" denota uma gravação que não entrou nos tops ou não foi lançado nesse território. |                                                                  |                |                |                |                |                |                |                |                |                |                |              |                                       |